# Mage Knight
Mage Knight ist ein strategisches Sammelminiaturenspiel, das von der Firma WizKids produziert und im deutschsprachigen Raum von FanPro verlegt wurde.
Die Miniaturen konnten als Starter (enthält alles, um mit dem Spielen zu beginnen) und als Booster (enthalten vier zufällig zusammengestellte, beim Kauf nicht bekannte Figuren) gekauft werden. Der größte Teil der Charaktere ist nur in Boostern erhältlich.

## Geschichte
Im Jahr 2001 brachte WizKids das erste Spiel dieser Art, Mage Knight, auf den Markt. Das Prinzip eines Strategiespiels, bei dem die Spielfiguren gesammelt werden konnten, stieß auf großen Anklang und war ein voller Erfolg. Weitere Spiele dieser Art sind zum Beispiel HeroClix und Mech Warrior.
Das Spiel, anfangs nur auf wenige verschiedene Parteien und Fähigkeiten der Figuren basierend, wurde mit der Zeit immer komplexer, so dass mit dem Erscheinen zahlloser Erweiterungen eine extreme Abweichung vom bisherigen Spielmuster erreicht wurde. Wegen der zunehmenden Veränderung entschied sich WizKids, das Versprechen zu brechen niemals eine Rotation wie bei Magic (alte Spielfiguren dürfen nach einer bestimmten Zeit nicht mehr an Turnieren verwendet werden) einzuführen. Dies führte ab Ende 2005 dazu, dass die Firma WizKids die Produktion des Spiels einstellte und der Support von Turnieren, Events etc. beendet wurde. Das letzte nennenswerte Event war die Deutsche Mage Knight Meisterschaft 2005 aus der Tobias Flacke als Sieger hervorging.
Mehrere Spielteile und einzelne Figuren erhielten Auszeichnungen, u. a. den Origins Award.
Im September 2006 wurde eine Computerspiel-Variante namens: Mage Knight Apocalypse auf den Markt gebracht.